# Amegilla bouwmani
Amegilla bouwmani är en biart som först beskrevs av Maurits Anne Lieftinck 1944.  Amegilla bouwmani ingår i släktet Amegilla och familjen långtungebin. Inga underarter finns listade i Catalogue of Life.